# John Davis (halterofilista)
John Henry Davis, Jr. (12 de janeiro de 1921, em Smithtown, Nova Iorque – 13 de julho de 1984, em Albuquerque, Novo México) foi um halterofilista americano.
John Davis permaneceu invicto por muitos anos nas competições de levantamento de peso, dentro e fora de seu país. Ganhou 12 títulos nacionais, foi por seis vezes campeão mundial, além de ganhar dois ouros em Jogos Olímpicos. Em 1951 ganhou o ouro nos Jogos Pan-Americanos.
Definiu 19 recordes mundiais ao longo de sua carreira — dois no desenvolvimento (movimento-padrão abolido em 1973), nove no arranque, quatro no arremesso e quatro no total combinado.